# 133 (عدد)
133 عدد صحيح طبيعي بين 132 و134.

## في الرياضيات
- 133 عدد فردي
- 133 عدد شبه أولي لأن 133 = 19 * 7
- 133 له كتابة وحيدة في صيغة مجموع 3 مربعات كاملة, 133 = 4² + 6² + 9²
- 133 عدد يتكرر فيه رقم واحد في نظام العد الأحادي عشر 133 = 11111. و هو عدد سعيد في نظام العد العشري
- 133 عدد ايدونيل (idoneal number). أي أنه لا يكتب في صيغة ab+ac+bc حيث a>b>c>0
- 133 عدد مثمن.